# 傑克·柴瑞斯

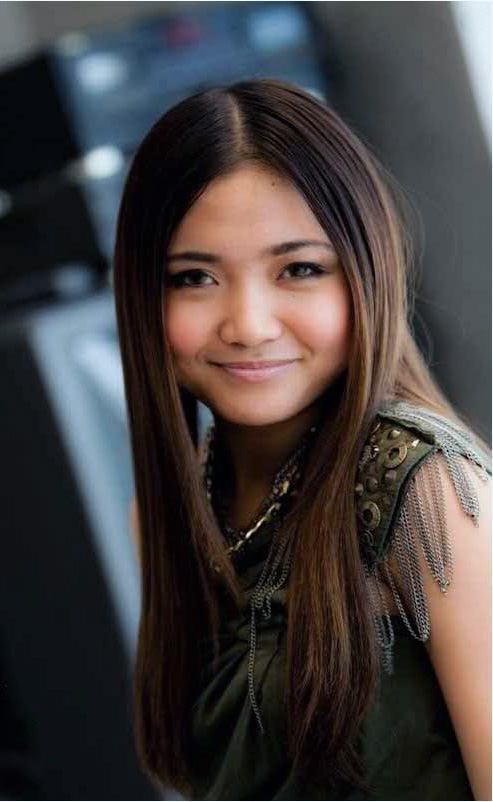
2010年的Zyrus

傑克·柴瑞斯（他加祿語發音：[ˈsaɪɾus]；1992年5月10日—）是一位因驚人的唱功而在Youtube上成名，迅速走向國際的菲律賓歌手與童星，原名夏芮絲·彭彭科（他加祿語： [t͡ʃɐˌɾis pɛmˈpɛːŋ.ko]）。2017年6月改用男性名字。

## 簡歷
生於菲律賓勒官那省的聖彼得縣（San Pedro, Laguna）。母親和姨母都是歌手，3歲逃離家暴父親。他4歲起，和他弟弟一同開始跟他們學習唱歌。即使他從沒有受過正統樂理、聲學訓練，他歌技絕對超越一般人水準。而為了負擔部份生計，他由7歲開始參加勒官那省大小歌唱比賽——他曾表示自己參加了超過80個歌唱比賽，表演經驗實在與年齡不成正比。
2005年，他參加過菲律賓最大電視台ABS-CBN的Little Big Star比賽（類似《全美偶像大賽》的節目），雖然在最後一回得到最高分，但只得到比賽第三名。後來，雖然也在菲律賓廣告亮相，但慢慢沉靜下來。
2007年，他應邀到韓國表演比賽節目《Star King》，表演一鳴驚人，當晚演出迅速經Youtube傳播，點擊數逾百萬人次。美國音樂人艾倫·狄珍妮在Youtube上看到夏芮絲的表演，邀夏芮絲到他主持的《艾倫·狄珍妮秀》表演，他也慢慢得到美國方面音樂人的注意。
在美國作了幾次表演後，2008年他獲得大衛·佛斯特賞識。大衛·佛斯特先後為比吉斯、麥可·傑克森、麥當娜、惠特妮·休斯頓、席琳·狄翁、瑪麗亞·凱莉、肯尼·基等當製作人，可說是美國樂壇其中一位教父。他認同夏芮絲的才華，迅速與他簽約，並把他看成明日之星。
大衛·佛斯特不斷在不同公開場合推廣夏芮絲，他推出首張大碟，為他提供表演機會。在2009年奧斯卡金像獎的禮後舞會中，大衛·佛斯特是這樣介紹他出場︰「他今年16歲。他會是你所能遇見其中一個最有才華的歌手！今晚，你將見證歷史，因為一年之後，他會成為地球上其中一個最偉大的歌星——我百分之百肯定。」

## 个人生活
2013年6月2日夏芮絲在接受记者采访时透露自己是女同性恋，後認為自己的心靈是男性。2017年6月改用男性名字傑克·柴瑞斯，並透漏他在3月時接受了雙乳切除手術與4月開始注射睪酮等變性手術。

## 作品

### 錄音室音樂專輯
- My Inspiration（2009）
- Charice（2010）
- Infinity（2011）
- Chapter 10（2013）

### 電視劇
- 歡樂合唱團

## 資料來源
1. ↑  又譯莎蕊絲、夏芮丝·本贝克、夏莉丝·本贝克。
2. 1 2  美聲歌手夏芮絲宣布變性 （页面存档备份，存于），中央通訊社，2017-6-21
3. ↑  家暴父遭刺殺 夏芮絲返菲奔喪-2011年11月3日:自由時報。http://www.google.com.tw/search?sourceid=chrome&ie=UTF-8&q=%E5%A4%8F%E8%8A%AE%E7%B5%B2 （页面存档备份，存于）
4. ↑  . 2 June 2013. ABS CBN.   [2013-06-02]. （原始内容存档于2015-01-12）.
5. ↑  . 2 June 2013. INQUIRER.net.   [2013-06-02]. （原始内容存档于2020-11-11）.
6. ↑  . 2 June 2013. ABS CBN.   [2013-06-03]. （原始内容存档于2015-06-29）.
7. ↑  Viswanath, Jake, Jake Zyrus Is Living His True Self 的存檔，存档日期July 7, 2017，., Papermag, July 6, 2017. Retrieved July 7, 2017.

## 外部連結
- （英文）官方網站
- （英文）YouTube上的傑克·柴瑞斯頻道
- （英文）傑克·柴瑞斯在互联网电影资料库（IMDb）上的資料（英文）
- （英文）Charice at Billboard.com